# Puiseux-le-Hauberger
Pour les articles homonymes, voir Puiseux.
Puiseux-le-Hauberger est une commune française située dans le département de l'Oise en région Hauts-de-France.

## Géographie
La commune était traversée par la route nationale 1, qui a été déviée dans les années 1970 afin d'éviter le village.
|        | Dieudonné            |                   |
| Bornel | Puiseux-le-Hauberger | Neuilly-en-Thelle |
|        |                      | Fresnoy-en-Thelle |

### Hydrographie
La commune est située dans le bassin Seine-Normandie. Elle est drainée par la Gobette,.

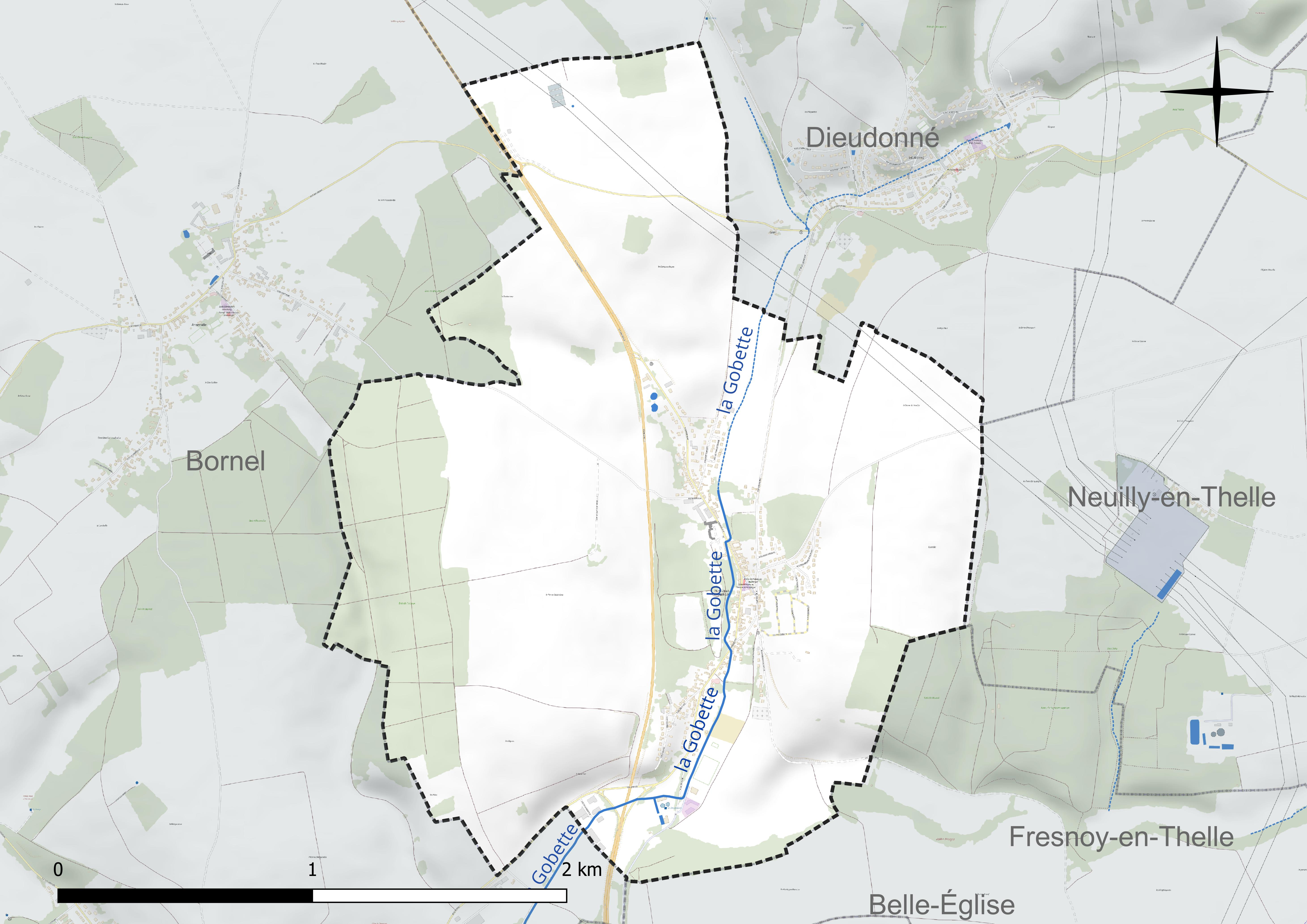
Réseau hydrographique de Puiseux-le-Hauberger.

### Climat
Pour des articles plus généraux, voir Climat des Hauts-de-France et Climat de l'Oise.
En 2010, le climat de la commune est de type climat océanique dégradé des plaines du Centre et du Nord, selon une étude du CNRS s'appuyant sur une série de données couvrant la période 1971-2000. En 2020, Météo-France publie une typologie des climats de la France métropolitaine dans laquelle la commune est exposée à un climat océanique et est dans la région climatique  Sud-ouest du bassin Parisien, caractérisée par une faible pluviométrie, notamment au printemps (120 à 150 mm) et un hiver froid (3,5 °C). 
Pour la période 1971-2000, la température annuelle moyenne est de 10,4 °C, avec une amplitude thermique annuelle de 14,6 °C. Le cumul annuel moyen de précipitations est de 730 mm, avec 12 jours de précipitations en janvier et 7,8 jours en juillet. Pour la période 1991-2020, la température moyenne annuelle observée sur la station météorologique la plus proche, située sur la commune de Creil à 18 km à vol d'oiseau, est de 11,2 °C et le cumul annuel moyen de précipitations est de 662,2 mm,. Pour l'avenir, les paramètres climatiques de la commune estimés pour 2050 selon différents scénarios d'émission de gaz à effet de serre sont consultables sur un site dédié publié par Météo-France en novembre 2022.

## Urbanisme

### Typologie
Au 1er janvier 2024, Puiseux-le-Hauberger est catégorisée bourg rural, selon la nouvelle grille communale de densité à sept niveaux définie par l'Insee en 2022.
Elle est située hors unité urbaine. Par ailleurs la commune fait partie de l'aire d'attraction de Paris, dont elle est une commune de la couronne,. 

### Occupation des sols
L'occupation des sols de la commune, telle qu'elle ressort de la base de données européenne d'occupation biophysique des sols Corine Land Cover (CLC), est marquée par l'importance des territoires agricoles (78,4 % en 2018), en diminution par rapport à 1990 (79,3 %). La répartition détaillée en 2018 est la suivante : 
terres arables (76,2 %), forêts (14 %), zones urbanisées (7,5 %), zones agricoles hétérogènes (2,3 %). L'évolution de l'occupation des sols de la commune et de ses infrastructures peut être observée sur les différentes représentations cartographiques du territoire : la carte de Cassini (XVIIIe siècle), la carte d'état-major (1820-1866) et les cartes ou photos aériennes de l'IGN pour la période actuelle (1950 à aujourd'hui).

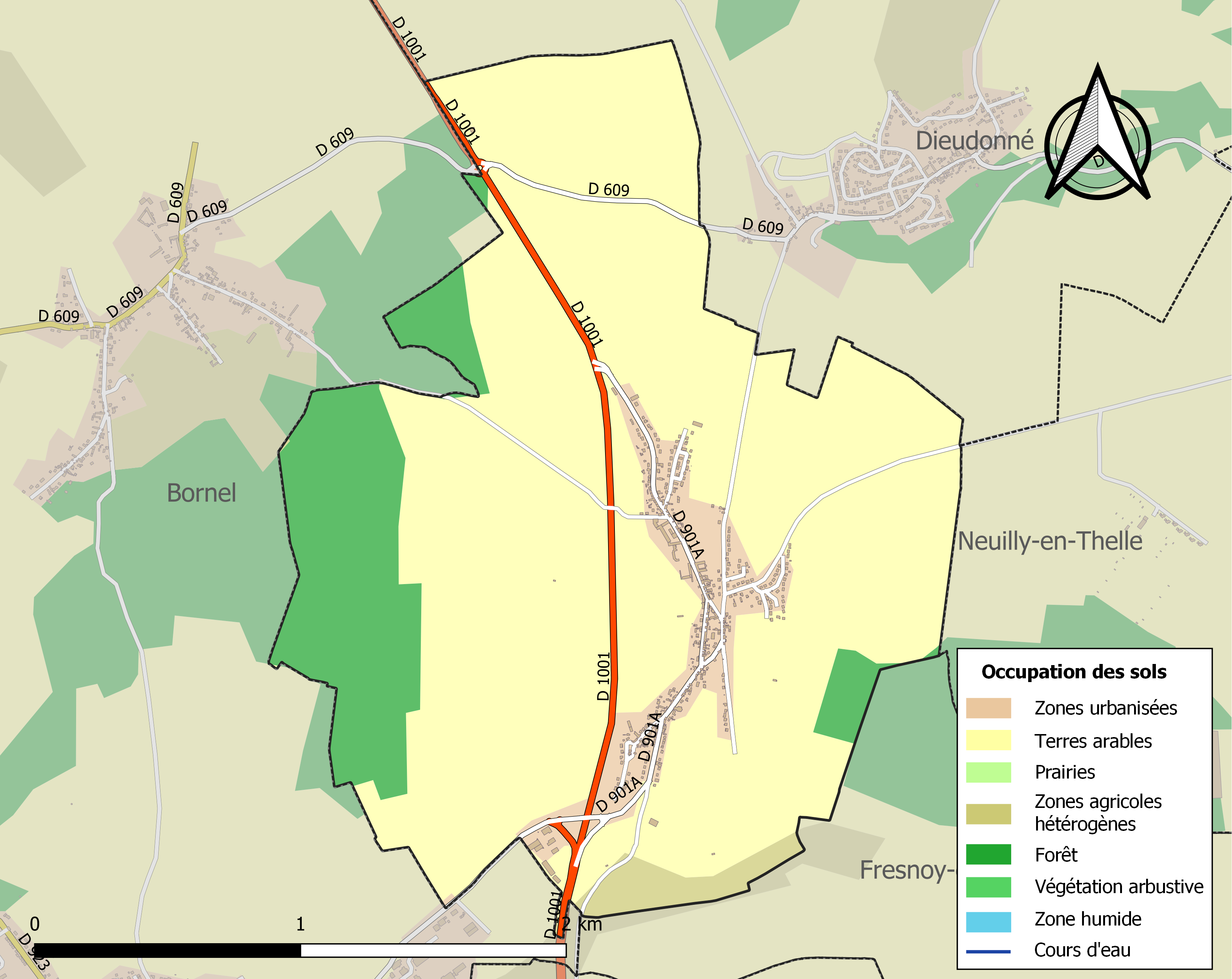
Carte des infrastructures et de l'occupation des sols de la commune en 2018 (CLC).

### Voies de communication et transports
La commune est desservie, en 2023, par les lignes 6110, 6131, 6132, 6138 et 6201 du réseau interurbain de l'Oise.

## Toponymie
La commune de Puiseux-le-Hauberger s'est appelée par le passé : Puteus (Puits) Aquas (Eaux) en 673, Putcolx Juxta Bornellum en 1260, Pulcoli en 1161 puis : Puisieux en Chambly, Puiseux près de Beaumont-sur-Oise, Puiseux près de Bornel, Puisieux le Haut-Bergier, Puiseux, et Piseux.
Comment est-elle devenue Puiseux-le-Hauberger ?
- Le mot Puiseux vient du fait qu'elle soit située au fond d'une dépression (puits).
- Hauberger : parce qu'au Moyen Âge, la spécialité de ce petit village était la confection de hauberts (cottes de mailles) ; le haubert est un long manteau de mailles de fer, à manches, et parfois à capuche et gants ou mitaines. Cette cotte est composée d'anneaux enclavés les uns dans les autres : les clavels[13].

## Histoire
La terre appartenait à la paroisse de Saint-Germain-l'Auxerrois à Paris qui en vendit une partie pour participer au paiement de la rançon de François Ier.
Sous Louis XIV la seigneurie appartenait à François d'Aguesseau. Louis de Conflans d'Armentières, vicomte d'Oulchy, la possédait pendant la première moitié du XVIIIe siècle.

## Politique et administration

### Rattachements administratifs et électoraux
Rattachements administratifs
La commune se trouve dans l'arrondissement de Senlis du département de l'Oise.
Elle faisait partie depuis 1793 du canton de Neuilly-en-Thelle. Dans le cadre du redécoupage cantonal de 2014 en France, cette circonscription administrative territoriale a disparu, et le canton n'est plus qu'une circonscription électorale.
Rattachements électoraux
Pour les élections départementales, la commune fait partie depuis 2014 du canton de Méru
Pour l'élection des députés, elle fait partie de la troisième circonscription de l'Oise.

### Intercommunalité
La commune faisait partie de la communauté de communes du pays de Thelle, créée en 1996.
Dans le cadre des dispositions de la loi portant nouvelle organisation territoriale de la République (Loi NOTRe) du 7 août 2015, qui prévoit que les établissements publics de coopération intercommunale (EPCI) à fiscalité propre doivent avoir un minimum de 15 000 habitants, le préfet de l'Oise a publié en octobre 2015 un projet de nouveau schéma départemental de coopération intercommunale, qui prévoit la fusion de plusieurs intercommunalités, et en particulier de la communauté de communes du Pays de Thelle et de la communauté de communes la Ruraloise, formant ainsi une intercommunalité de 42 communes et de 59 626 habitants,.
La nouvelle intercommunalité, dont est membre la commune et dénommée  communauté de communes Thelloise, est créée par un arrêté préfectoral du 30 novembre 2016 qui a pris effet le 1er janvier 2017.

### Liste des maires
| Période                                  | Période                   | Identité                       | Étiquette          | Qualité                                                      |
| ---------------------------------------- | ------------------------- | ------------------------------ | ------------------ | ------------------------------------------------------------ |
| Les données manquantes sont à compléter. |                           |                                |                    |                                                              |
| 1957                                     | 1986                      | Georges Vogel                  | PCF                | Conseiller général de Neuilly-en-Thelle (1976 → 1982)        |
| Les données manquantes sont à compléter. |                           |                                |                    |                                                              |
| juin 1986                                | septembre 2003            | Yvon Viet                      | Union de la gauche | Démissionnaire                                               |
| septembre 2003                           | mars 2014                 | Brigitte Poupard               |                    | Analyste en gestion des ressources humaines                  |
| mars 2014,                               | 17 mai 2015               | Jean-Louis Vogel               | SE                 | Expert-comptable Décédé en fonction                          |
| juillet 2015                             | mai 2020                  | Joseph Karst                   | SE                 | Retraité                                                     |
| mai 2020                                 | En cours (au 26 mai 2020) | Bruno Caleiro[réf. nécessaire] | LR                 | Responsable de Secteur, conseiller départemental depuis 2021 |

### Démocratie participative
La commune s'est dotée d'un conseil municipal d'enfants.

## Population et société

### Démographie

#### Évolution démographique
L'évolution du nombre d'habitants est connue à travers les recensements de la population effectués dans la commune depuis 1793. Pour les communes de moins de 10 000 habitants, une enquête de recensement portant sur toute la population est réalisée tous les cinq ans, les populations de référence des années intermédiaires étant quant à elles estimées par interpolation ou extrapolation. Pour la commune, le premier recensement exhaustif entrant dans le cadre du nouveau dispositif a été réalisé en 2008.

En 2022, la commune comptait 859 habitants, en évolution de +1,78 % par rapport à 2016 (Oise : +0,87 %, France hors Mayotte : +2,11 %).
| 1793 | 1800 | 1806 | 1821 | 1831 | 1836 | 1841 | 1846 | 1851 |
| ---- | ---- | ---- | ---- | ---- | ---- | ---- | ---- | ---- |
| 279  | 381  | 411  | 356  | 411  | 422  | 440  | 482  | 511  |

| 1856 | 1861 | 1866 | 1872 | 1876 | 1881 | 1886 | 1891 | 1896 |
| ---- | ---- | ---- | ---- | ---- | ---- | ---- | ---- | ---- |
| 513  | 485  | 505  | 490  | 461  | 396  | 441  | 394  | 373  |

| 1901 | 1906 | 1911 | 1921 | 1926 | 1931 | 1936 | 1946 | 1954 |
| ---- | ---- | ---- | ---- | ---- | ---- | ---- | ---- | ---- |
| 370  | 322  | 327  | 375  | 370  | 336  | 326  | 270  | 280  |

| 1962 | 1968 | 1975 | 1982 | 1990 | 1999 | 2006 | 2008 | 2013 |
| ---- | ---- | ---- | ---- | ---- | ---- | ---- | ---- | ---- |
| 337  | 379  | 431  | 587  | 773  | 790  | 832  | 844  | 832  |

| 2018 | 2022 | - | - | - | - | - | - | - |
| ---- | ---- | - | - | - | - | - | - | - |
| 857  | 859  | - | - | - | - | - | - | - |

#### Pyramide des âges
La population de la commune est relativement jeune.
En 2018, le taux de personnes d'un âge inférieur à 30 ans s'élève à 34,4 %, soit en dessous de la moyenne départementale (37,3 %). À l'inverse, le taux de personnes d'âge supérieur à 60 ans est de 21,8 % la même année, alors qu'il est de 22,8 % au niveau départemental.
En 2018, la commune comptait 440 hommes pour 417 femmes, soit un taux de 51,34 % d'hommes, largement supérieur au taux départemental (48,89 %).
Les pyramides des âges de la commune et du département s'établissent comme suit.
| Hommes | Classe d’âge | Femmes |
| ------ | ------------ | ------ |
| 0,9    | 90 ou +      | 0,7    |
| 3,6    | 75-89 ans    | 4,3    |
| 17,3   | 60-74 ans    | 16,8   |
| 23,2   | 45-59 ans    | 24,2   |
| 20,0   | 30-44 ans    | 20,1   |
| 14,8   | 15-29 ans    | 12,9   |
| 20,2   | 0-14 ans     | 20,9   |

| Hommes | Classe d’âge | Femmes |
| ------ | ------------ | ------ |
| 0,5    | 90 ou +      | 1,4    |
| 5,5    | 75-89 ans    | 7,6    |
| 15,6   | 60-74 ans    | 16,3   |
| 20,8   | 45-59 ans    | 20     |
| 19,4   | 30-44 ans    | 19,4   |
| 17,6   | 15-29 ans    | 16,2   |
| 20,6   | 0-14 ans     | 19,1   |

### Manifestations culturelles et festivités
Le Foyer culturel et de loisirs de Puiseux-le-Hauberger organise une brocante de printemps au village, dont la 17e édition a eu lieu le 12 juin 2017

## Culture locale et patrimoine

### Lieux et monuments
Il existe plusieurs monuments à Puiseux-le-Hauberger :

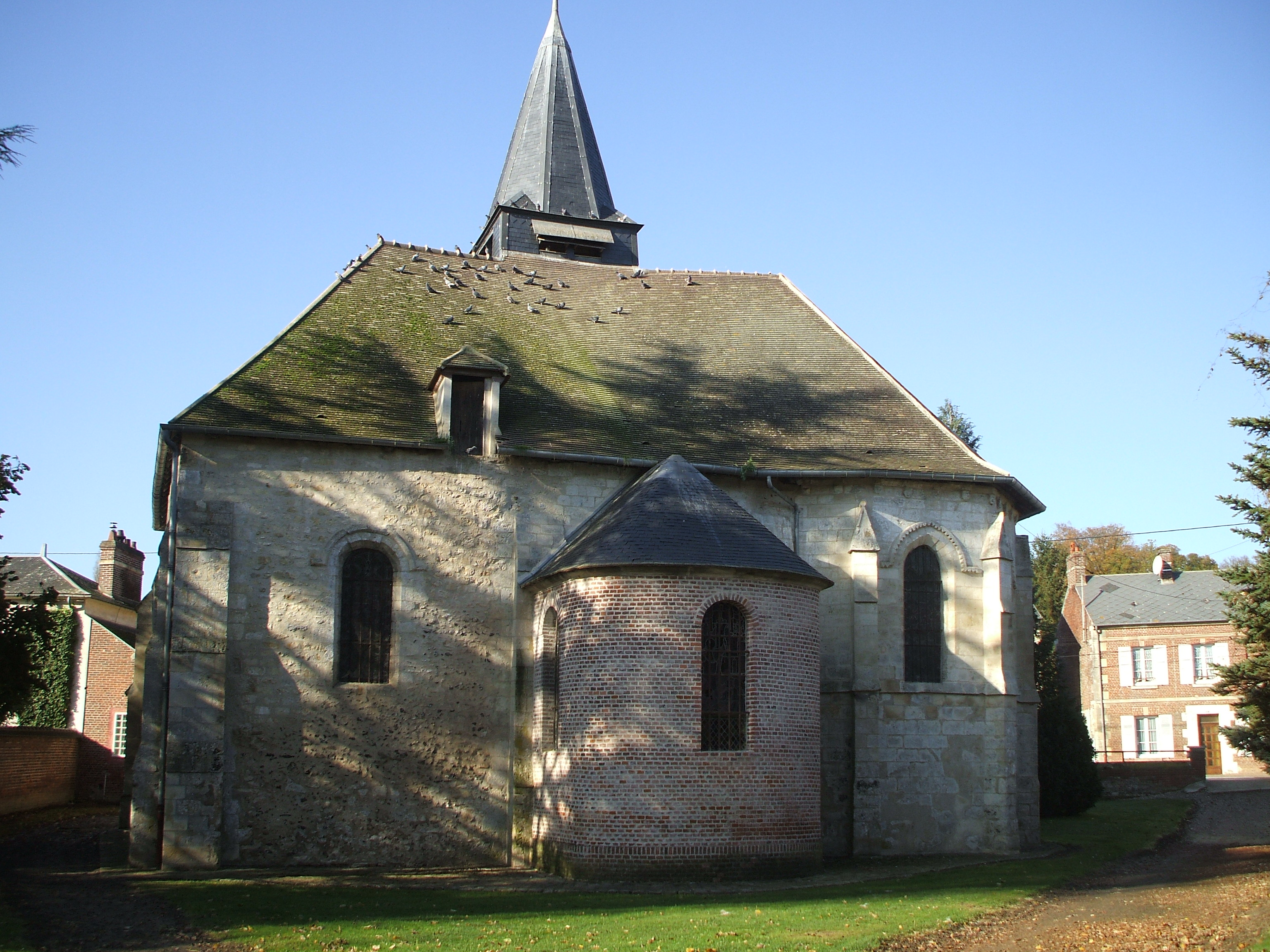
Église.

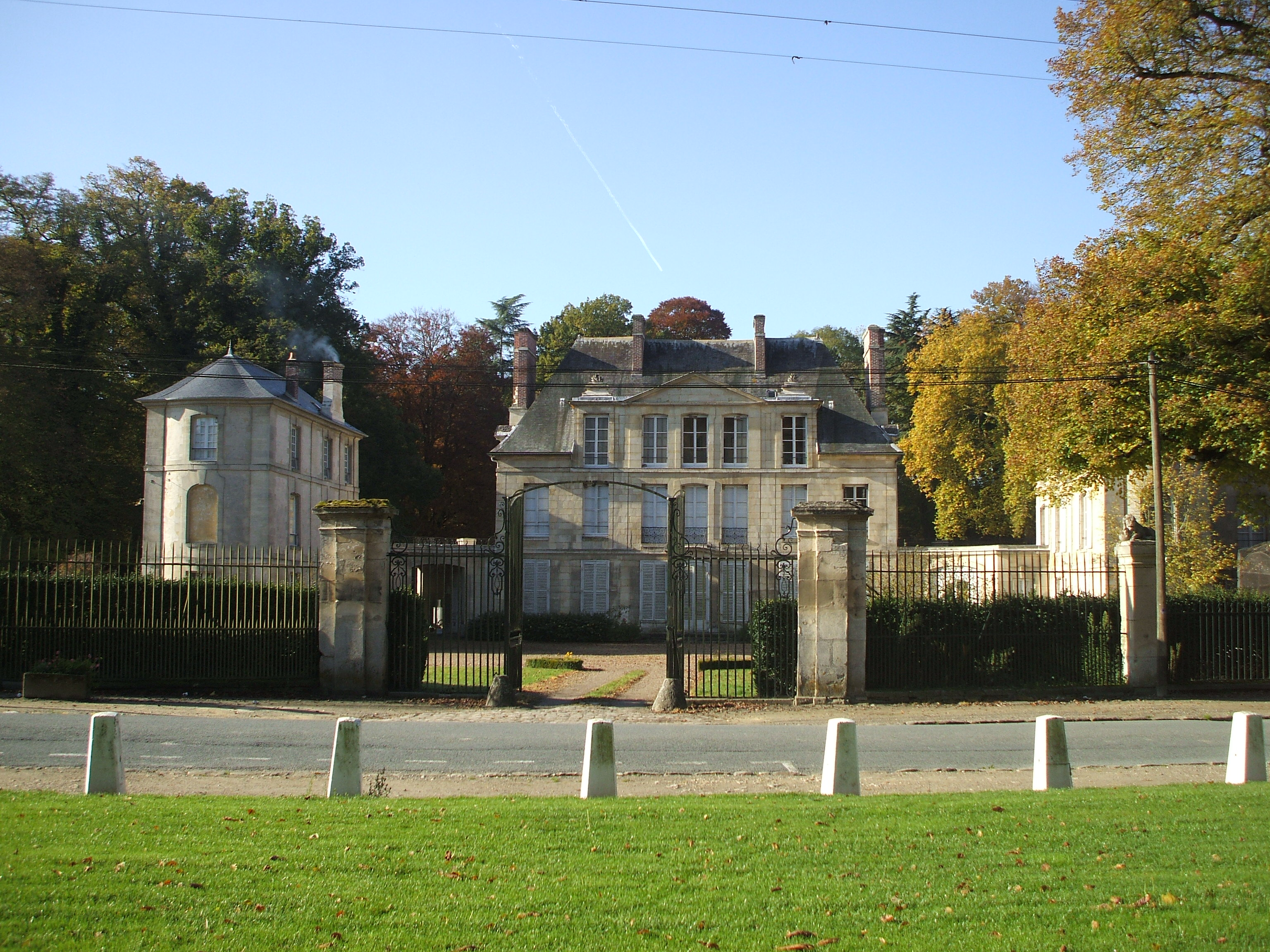
Château.

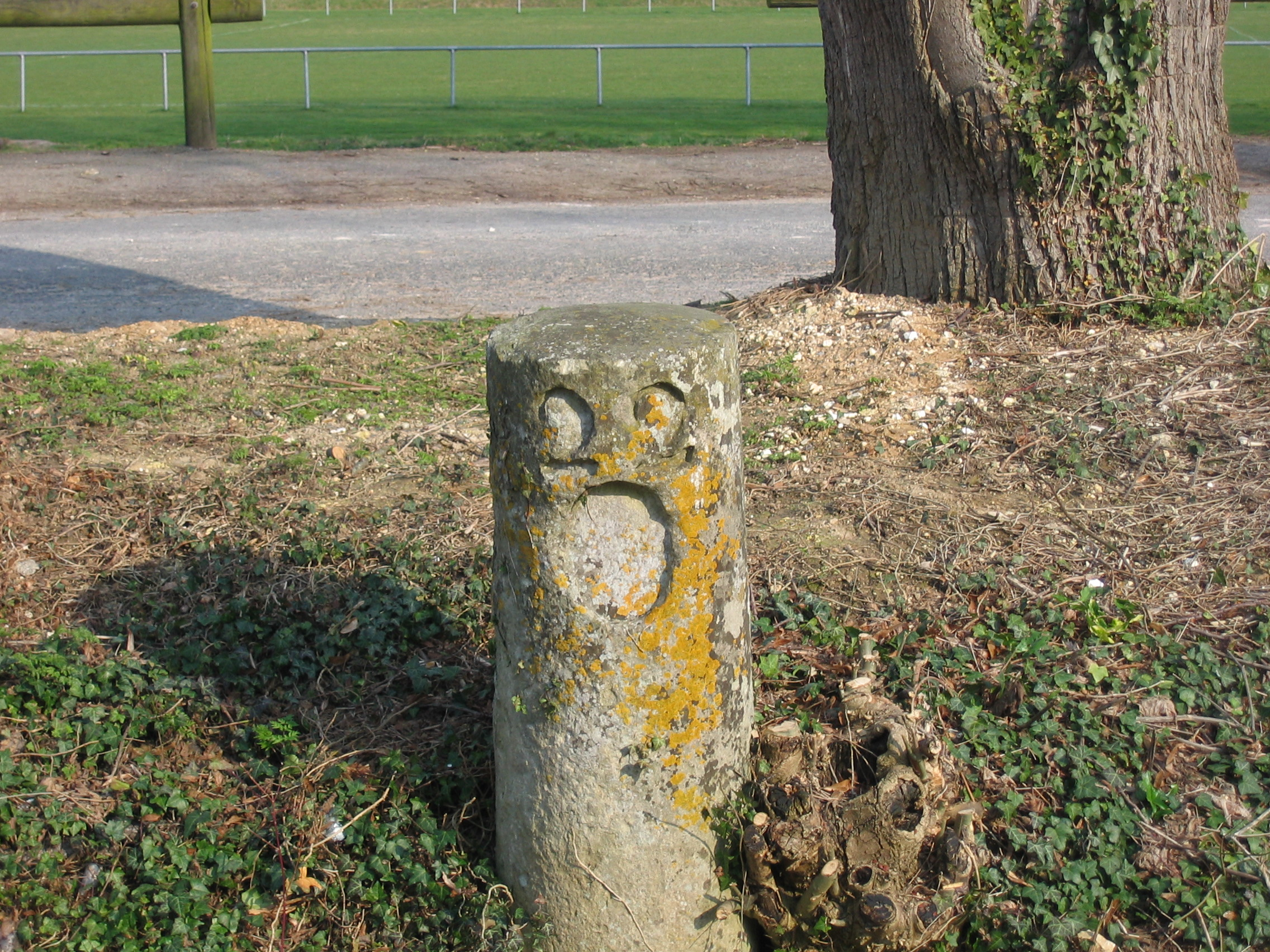
Borne royale 22.

- L'église Saint-Germain
Son chœur est du XIIe. Sa nef du XVIIe (1618) recèle la tombe d'un seigneur de la maison de Conflans, mort en 1640[13].
- Le château de Puiseux 
Le château, propriété privée qui n'est pas ouverte à la visite, fut d'abord un petit pavillon construit en 1610. Au XVIIe, il fut agrandi. Le pavillon central a trois étages en pierre blanche. À droite et à gauche, des galeries cintrées imaginées ou refaites avec adresse au XIXe, joignent le corps principal à deux bâtiments dont l'un, du XVIIIe est nommé le château d'Aguesseau. En effet, le marquis Henri François d'Aguesseau, chancelier de France sous le roi Louis XV, posséda Puiseux. Le château, entièrement rénové, a été, au cours du XXe siècle, la demeure de la  Famille de Maistre, descendante du célèbre philosophe savoyard, Joseph de Maistre[13].
- La borne royale 
Puiseux le Hauberger était traversé par la Route Royale no 1. À l'entrée de la commune, en venant de Paris, se trouve toujours une borne royale. Ornée d'une fleur de lys en bas-relief dans un ovale surmonté du nombre 22, elle indique la distance depuis Paris en demi-lieues de Poste[13]. 1 demi-lieue de Poste = 1000 toises = 1 949 m. Soit 1949 × 22 = 42,878 km de Paris Notre-Dame. Ce type de borne en grès d'une hauteur hors tout de 1,42 m était posée le long de toutes les routes royales de France. À la Révolution, la fleur de lys a été martelée et la borne retournée et le nombre 44 (en km) gravé face à la route. 
Une borne identique portant le nombre 23 se trouvait à la sortie de la commune en direction de Beauvais (toujours visible dans le parc d'un château-hôtel de la région ainsi que sa consœur 21, originairement placée au sud de Puiseux le Hauberger un peu avant l'entrée de la commune). Ces bornes royales étaient toujours installées à droite de la route en allant vers la capitale.
- Les panneaux historiques
La commune possède également des panneaux Michelin en béton et pierre de Volvic, panneaux de signalisation, panneaux indicateurs de direction datant des années 1950 et 60, seuls témoignages toujours présents de l'important passé routier de Puiseux-le-Hauberger. Quelques bornes hectométriques sont encore en place dans la commune, situées contre les murs des maisons.
- Le relais de la Poste aux Chevaux 
Entièrement restauré et heureusement sauvé par la Compagnie Emmaüs, cet édifice important servait autrefois de relais pour la poste aux chevaux et le service des diligences[13].
Le relais de poste de Puiseux-le-Hauberger était le premier en partant de Paris, ou le dernier avant Paris, où les voyageurs avaient la possibilité de dormir. Il contenait 80 chevaux en permanence, une maréchalerie, une bourrellerie, une charronnerie, une sellerie, une réserve à fourrage et des postillons de service jour et nuit. L'on y servait quotidiennement des repas à tous les voyageurs dans la salle d'auberge, ainsi qu'au personnel employé au relais.
Le maître de poste de Puiseux, propriétaire du relais de poste, réunissait à lui seul les fonctions actuelles de chef de gare, d'hôtelier-restaurateur, de garagiste, de receveur des postes et aussi celle du plus important employeur de la commune. Le maître de poste prêtait souvent ses chevaux en renfort pour les travaux des champs comme lors des fenaisons. Chaque relais de poste possédait une ferme qui permettait de fournir les volailles, les cochons, les légumes, etc. pour le service de la table de l'auberge du relais. Celle du Relais de Puiseux se situait à droite de la route partant vers Beauvais au début de la montée nord de la commune.
Durant la Révolution française, le relais de poste de Puiseux a vu passer un grand nombre de nobles et de personnes partant en émigration vers l'Angleterre, les Pays-Bas et l'actuelle Belgique. Puiseux était une étape sur l'itinéraire le plus court pour rejoindre une frontière.
Parmi les personnages imaginaires passant à Puiseux-le-Hauberger, figurent notamment les trois mousquetaires allant récupérer les célèbres ferrets de la reine dans le roman d'Alexandre Dumas ; également Fantine du roman Les Misérables d'Hugo allant chercher du travail à Montreuil, après avoir confié sa fille Cosette aux aubergistes Thénardier à Montfermeil situé à l'est de Paris.
Également, parmi les personnalités historiques, lors du "retour de l'aigle" (l'ex-empereur Napoléon revenant de l'île d'Elbe) en mars 1815, Puiseux-le-Hauberger a vu passer beaucoup de royalistes quittant Paris avant l'arrivée de Napoléon pour les Cent-Jours. Le comte d'Artois (futur Charles X, frère du défunt Louis XVI et du roi Louis XVIII parti par la route passant par Chantilly) accompagné par des milliers de gens, dont les étudiants en droit de Paris à pied, les régiments de la Maison du Roi, Alfred de Vigny habillé en mousquetaire gris, le peintre Théodore Géricault, Chateaubriand et son épouse, les dignitaires de la cour, le duc de Berry, les maréchaux Berthier, Mac Donald, Marmont, Victor, etc. 
Louis Aragon a décrit cette épopée dans son livre " La Semaine Sainte " en citant plusieurs fois Puiseux-le-Hauberger.

### Personnalités liées à la commune
- Henri François d'Aguesseau, a habité le château.
- Antoine-Jean-Amédée Boula de Coulombiers 1785-1852, mort au château de Puiseux, député et préfet des Vosges.
- Louis de Conflans d'Armentières[pourquoi ?], maréchal de France.
- Frédéric Othon Théodore Aristidès (Fred auteur)[pourquoi ?], dessinateur de BD, dit Fred, 1931-2013.
- Pénélope-Rose Lévèque (1991 - ), actrice française originaire de Puiseux-le-Hauberger

## Héraldique
| Blason de Puiseux-le-Hauberger | Blason  | D'azur au fantassin du Moyen-Âge revêtu d'un haubert, d'argent accosté de deux fleurs de lis d'or; aux francs-cantons dextre et senestre de gueules au puits d'or. |
| Blason de Puiseux-le-Hauberger | Détails | * Il y a là non-respect de la règle de contrariété des couleurs : ces armes sont fautives (gueules sur azur). Creation : J-F Binon. Adopté le 28 avril 2021.       |